# Sagane

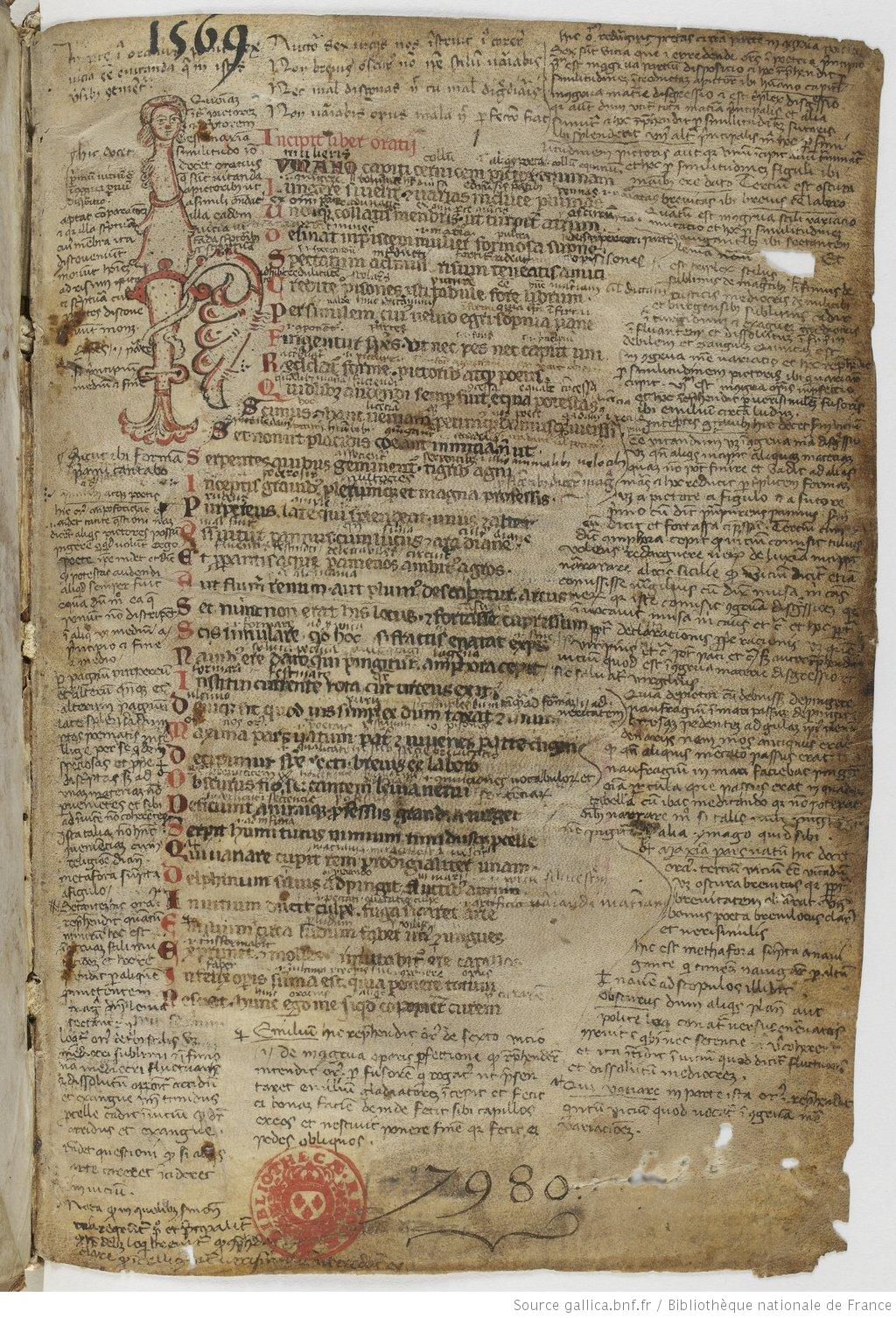
Q. Horatius Flaccus, De arte poetica, satyrae et epistulae, cum scholiis. Auteur : Horatius Flaccus, Quintus (0065-0008 av. J.-C.). Date d'édition : 1201-1300. Type : manuscrit. Langue : Latin. Au f. 1, une initiale tracée à la plume, la haste en est formée par une sirène et la hampe par une large palmette. Annotations marginales et interlinéaires de différentes mains. Parchemin. Droits : domaine public. Identifiant : ark:/12148/btv1b8452773c. Source : Bibliothèque nationale de France, Département des manuscrits.

Sagane (en latin : Sagana) est une magicienne ou une sorcière de l'Antiquité romaine. C'est une compagne de Canidia comme le dit Horace dans l’épode V, et dans la satire VIII.

## Étymologie  du motSagana
Le nom Sagana se rapprocherait du mot saga, qui signifie sorcière en latin. Cependant, dans le dictionnaire Gaffiot, le « a » initial de Sagana est bref, alors que le « a » initial de saga est long, comme celui du verbe Sagio, sagis, sagire : avoir du flair, sentir, dont il dérive, ainsi que sagus, celui qui présage. Une partie cependant des dérivés du verbe Sagio ont le a initial bref, comme sagax, qui sent finement, ou sagacitas, la sagacité (des sens). On peut donc relier Sagana à la famille du mot sagio, et c'est ici son intelligence, sa science ou son odorat, qui sont mis en valeur par son nom.
Une sagane, au XIXe siècle, désigne une sorcière, une femme qui dit la bonne aventure.

## Sources antiques
Sagana apparaît aux côtés de Canidia et de Véia dans l'épode V de Horace, traduction de Leconte de Lisle en 1873 : « Sagana, la robe retroussée, répandait par toute la maison les eaux avernales, et elle dressait ses cheveux hérissés, comme un hérisson de mer, ou comme un sanglier qui se rue. » Cette épode décrit le meurtre atroce d'un enfant, fait par Sagana et deux autres compagnes, Veia et Folia, sous les ordres de Canidia (ou Canidie).

## Les caractéristiques de Sagana

### Portrait physique
Dans l'épode V de Horace, traduction Leconte de Lisle en 1873, nous apprenons que Sagana a les cheveux herrissés :

« Sagana, […] dressait ses cheveux hérissés, comme un hérisson de mer, ou comme un sanglier qui se rue. »

Dans les Satires d'Horace, dans le livre I, satire VIII, traduit par Jules Janin en 1878, on apprend que Sagane est vieille, pâle, blême, et hideuse comme Canidia : « Ah ! la vieille Sagane était avec elle, et l'une et l'autre, elles hurlaient à qui hurlerait le plus. Elles étaient pâles, elles étaient blêmes, et d'un hideux aspect »

### Portrait moral
Dans l'épode V de Horace, traduction  Leconte de Lise en 1873, Sagana et ses deux autres compagnes, Veia et Folia, sont coupables d'un meurtre. Elles n'ont aucune pitié, aucune morale, et elles accomplissent des actes horribles pour préparer un philtre d'amour, sans se soucier de l'impact que peuvent avoir leurs actions.

« Veïa, qui n’a nulle conscience, en haletant de fatigue, creusait avec une lourde houe la terre où l’enfant devait être enseveli jusqu’à la mort, sauf la tête, comme un nageur suspendu sur l’eau par le menton, en face de mets deux et trois fois renouvelés ; et de sa moelle desséchée et de son foie avide on devait faire un breuvage d’amour, quand ses prunelles dardées sur la nourriture interdite se seraient éteintes. »

### Portrait social
« Sagana, la robe retroussée, répandait par toute la maison les eaux avernales. » Les Lampades ou Avernales sont des nymphes souterraines (chtoniennes) des Enfers. Ainsi, Sagane aurait des liens avec d'autres créatures et connaitrait certains de leurs pouvoirs. Dans les Satires d'Horace, livre I satire VIII, Sagane est appelée fille de l'enfer, comme Canidia : « les âmes étaient obéissantes aux évocations de ces filles d'enfer »

## Postérité du personnage
- En 1552, Rabelais, dans Le Tiers Livre des Faits et Dicts Héroïques du bon Pantagruel, au chapitre XVI, à propos de la Sibylle de Panzoust : « C'est (dist Epistemon) par adventure une Canidie, une Sagane, une Phitonisse & sorcière. »
- Laurent Guillaume fait revivre Sagana dans La Louve de Subure, roman, éditions Les nouveaux Auteurs, 2011. Le personnage de Canidia s'y trouve aussi.
- Dans sa version de 1880 de la Nuit sur le mont chauve de Modest Mussorgsky,  pour chœur et orchestre, Sagana est largement évoquée et invoquée.